# Katershorn
Katershorn is een gehucht in de gemeente Het Hogeland in de provincie Groningen. Het ligt ten noorden van Uithuizen aan een doodlopend straatje vanaf de Oude dijk.
De naam is waarschijnlijk een verbastering van Kottershörn een aanduiding in het Gronings voor een afgelegen buurtje waar armere mensen in hutten = kotten woonden.
Het was vroeger een arbeidersgehucht. In die tijd was de landbouw nog arbeidsintensief en waren voor de omliggende boerderijen veel medewerkers nodig. Op het gehucht van in totaal ongeveer 4000 m waren 7 dubbele arbeidershuisjes. Dus bewoonbaar voor 14 gezinnen. Af te leiden uit de huisjes die er nu nog staan, hadden de huisjes een vloeroppervlakte van ongeveer 40 m² per gezin + een zolder.
Nu staan er van de oorspronkelijke 7 huisjes nog 2. In 1950 heeft Dobma een pentekening gemaakt vanaf de Laan in Uithuizen over Katershorn. Hierop zijn nog zeker 4 huisjes te zien van het gehucht.
In de 70 er jaren zijn de twee huisjes die er nog stonden verbouwd tot zomerhuisjes. Van Katershorn 3 en 5 zijn de buitenmuren helemaal opnieuw opgebouwd terwijl de kap is blijven staan. In 2020/2021 zijn deze huisjes weer helemaal opgeknapt en worden ze nu als zomerhuisjes verhuurd. Midden in het land met de rust en ruimte van Noord Groningen.
Hoofdplaats: Uithuizen

Dorpen: Adorp · Den Andel · Baflo · Bedum · Eenrum · Eppenhuizen · Hornhuizen · Houwerzijl · Kantens · Kloosterburen · 't Lage van de Weg · Lauwersoog · Leens · Leenstertillen · Lutjewolde · Mensingeweer · Molenrij · Niekerk · Noordwolde · Oldenzijl · Onderdendam · Onderwierum · Oosteinde · Oosternieland · Pieterburen · Rasquert · Rodewolt · Roodeschool · Rottum · Saaxumhuizen · Sauwerd · Startenhuizen (deels) · Stitswerd · Tinallinge · Uithuizermeeden · Ulrum · Usquert · Vliedorp · Vierhuizen · Warffum · Warfhuizen · Wehe-den Hoorn · Westerdijkshorn · Westernieland · Wetsinge · Winsum · Zandeweer · Zoutkamp · Zuidwolde · Zuurdijk

Buurtschappen, gehuchten, wierden en buurten: 1e Nijhoezen · 2e Nijhoezen · 't Aagt · Abbeweer · Alinghuizen · Arwerd · Barnegaten · Bellingeweer · Bethlehem · Beusum · Bokum · Breede · Broek · Het Bultje · De Dingen · De Raken · De Vennen · Den Haver · Deikum · Doodstil · Douwen · Duisterwinkel · Eelswerd · Eemshaven · Elens · Ellerhuizen · Ernstheem · Ewer · Grijssloot · Groot Maarslag · Groot Wetsinge · De Haar · Hammeland · Den Hander · Harssens · Hefswal · Hekkum · Helwerd · Heuvelderij · Hiddingezijl · Holwinde · De Hoogte · De Horn · De Houw · 't Houweel · De Hucht · Kaakhorn · Katershorn · Kattenburg · Klei · Kleine Huisjes · Klein Garnwerd · Klein Maarslag · Klein Wetsinge · Kolham · Koningslaagte · Koningsoord · De Knijp · Kruisweg · Lutje Marne · Lutke Saaxum · Maarhuizen · (Marnehuizen) · Menkeweer · Menneweer · Midhalm · Midhuizen · Mollenhuizen · Nijenklooster · Noordpolder · Noordpolderzijl · Obergum · Oldenzijl · Oldorp · Oosterhorn · Oosterhuizen (Eenrum) · Oosterhuizen (Zuidwolde) · Oudedijk · Oudeschip · Paapstil · Panser · Plattenburg · Polen · Ranum · Reidland · Roodehaan · Schapehals · Schaphalsterzijl · Schilligeham · Schouwen · Schouwerzijl · Sint Annerhuisjes · 't Stort · De Streek · Takkebos · Ter Laan · Tijum · Valcum · Valom · Wadwerd · Walsweer · Westerhorn (De Marne) · Westerhorn (Hogeland) · Westerklooster · Westpolder · Wierhuizen · Wierum · 't Wildeveld · Willemsstreek · Zevenhuizen